# Campionati del mondo di atletica leggera indoor 2012 - 3000 metri piani femminili

## Risultati

### Batterie
Si qualificano alla finale le prime quattro di ogni batteria più i 4 migliori tempi.
| Rank | Heat | Name                  | Nationality                    | Time    | Notes     |
| ---- | ---- | --------------------- | ------------------------------ | ------- | --------- |
| 1    | 2    | Gelete Burka          | Etiopia (bandiera)             | 9:01.32 | Q         |
| 2    | 2    | Hellen Onsando Obiri  | Kenya (bandiera)               | 9:01.36 | Q         |
| DQ   | 2    | Nataliya Tobias       | Ucraina (bandiera)             | 9:01.76 | Q, Doping |
| 3    | 2    | Shitaye Eshete        | Bahrein (bandiera)             | 9:02.13 | Q         |
| 4    | 2    | Helen Clitheroe       | Regno Unito (bandiera)         | 9:02.27 | q         |
| 5    | 2    | Sara Hall             | Stati Uniti (bandiera)         | 9:02.49 | q         |
| 6    | 2    | Alia Saeed Mohammed   | Emirati Arabi Uniti (bandiera) | 9:02.56 | q         |
| 7    | 2    | Lidia Chojecka        | Polonia (bandiera)             | 9:02.93 | q         |
| 8    | 2    | Kristina Khaleeva     | Russia (bandiera)              | 9:07.13 |           |
| 9    | 2    | Layes Abdullayeva     | Azerbaigian (bandiera)         | 9:08.41 | SB        |
| 10   | 1    | Meseret Defar         | Etiopia (bandiera)             | 9:11.76 | Q         |
| 11   | 1    | Sylvia Jebiwott Kibet | Kenya (bandiera)               | 9:11.91 | Q         |
| DQ   | 1    | Svitlana Shmidt       | Ucraina (bandiera)             | 9:12.39 | Q, Doping |
| 12   | 1    | Jackie Areson         | Stati Uniti (bandiera)         | 9:12.62 | Q, SB     |
| 13   | 1    | Betlhem Desalegn      | Emirati Arabi Uniti (bandiera) | 9:12.63 |           |
| 14   | 1    | Tejitu Daba           | Bahrein (bandiera)             | 9:15.96 |           |
| 15   | 1    | Silvia Weissteiner    | Italia (bandiera)              | 9:16.59 |           |
| 16   | 1    | Dudu Karakaya         | Turchia (bandiera)             | 9:16.85 |           |
| 17   | 1    | Yuliya Vasilyeva      | Russia (bandiera)              | 9:17.60 |           |
| 18   | 1    | Claudette Mukasakindi | Ruanda (bandiera)              | 9:26.89 | NR        |
| 19   | 1    | Paula González        | Spagna (bandiera)              | 9:31.09 |           |

### Finale
Finale partita alle 15:51.
| Pos. | Nome                  | NAzione                        | Tempo   | Note   |
| ---- | --------------------- | ------------------------------ | ------- | ------ |
| 1    | Hellen Onsando Obiri  | Kenya (bandiera)               | 8:37.16 |        |
| 2    | Meseret Defar         | Etiopia (bandiera)             | 8:38.26 |        |
| 3    | Gelete Burka          | Etiopia (bandiera)             | 8:40.18 |        |
| 4    | Sylvia Jebiwott Kibet | Kenya (bandiera)               | 8:40.50 | PB     |
| 5    | Shitaye Eshete        | Bahrein (bandiera)             | 8:51.88 |        |
| 6    | Lidia Chojecka        | Polonia (bandiera)             | 8:56.86 |        |
| 7    | Helen Clitheroe       | Regno Unito (bandiera)         | 8:59.04 |        |
| 8    | Sara Hall             | Stati Uniti (bandiera)         | 8:59.95 |        |
| DQ   | Nataliya Tobias       | Ucraina (bandiera)             | 9:00.78 | Doping |
| DQ   | Svitlana Shmidt       | Ucraina (bandiera)             | 9:03.99 | Doping |
| 9    | Jackie Areson         | Stati Uniti (bandiera)         | 9:12.50 | SB     |
| 10   | Alia Saeed Mohammed   | Emirati Arabi Uniti (bandiera) | 9:15.74 |        |